# Kaster
Kaster este o localitate situată pe râul Erft, cu ca. 5.800 de locuitori ce aparține de orașul Bedburg din landul Renania de Nord-Westfalia, Germania.

## Date geografice
Kaster se învecinează în nord cu Garzweiler (Jüchen), la vest cu Königshoven (Bedburg), la sud cu Lipp (Bedburg)  și la nord-vest cu localitatea Grevenbroich.